# 蒙得维的亚保卫战
蒙得维的亚保卫战（西班牙語：  Gran Sitio de Montevideo）是乌拉圭内战期间的一場戰役。1843年至1851年期間，蒙得维的亚遭受围困。 
1842年12月6日，阿根廷军队与乌拉圭民族党军队在圣菲击败红党政府军后，向蒙得维的亚挺进。1843年2月，阿根廷军队与乌拉圭民族党军队包围了红党政府控制的蒙得维的亚。此後蒙得维的亚一直被包圍。1851年，民族党军队主力被巴西军队和红党军队擊敗，民族党军队於是從蒙得维的亚周圍撤軍。